# Suspensão duplo A

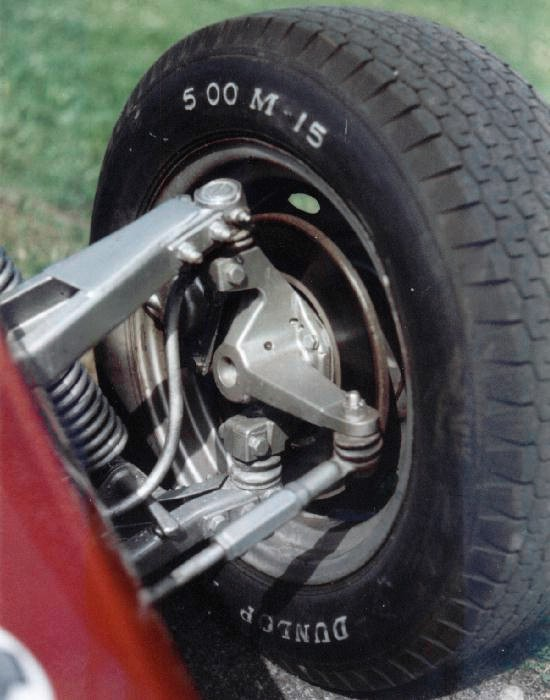
Suspensão duplo A (eixo dianteiro) em um Saab Quantum IV.

A suspensão duplo A (em inglês chamada de double wishbone suspension) é um tipo de suspensão independente de automóvel que usa dois suportes em forma de A (ocasionalmente paralelos) para permitir o movimento no plano vertical de uma roda. Um sistema de amortecedor e mola helicoidal controla o movimento vertical do conjunto. Este projeto permite que os engenheiros mecânicos controlem com precisão os deslocamentos no plano vertical de uma roda, regulando parâmetros como o ângulo de sopé, o ângulo de avanço, o arrasto e outros. 
Os dois braços triangulares superpostos que formam a suspensão duplo A estão atrelados ao chassi ou subchassi de um veículo graças a umas buchas silenciosas, o que permite que se movimentem verticalmente os braços aos quais a roda é atrelada.